# Carthago
Carthago est une série de bande dessinée fantastique française écrite par Christophe Bec et dessinée par Éric Henninot (tomes 1 et 2), puis Milan Jovanović (tomes 3 à 5) et Ennio Bufi (à partir du tome 6), éditée depuis mars 2007 par Les Humanoïdes associés.
La série suit une jeune océanographe Kim Melville, qui découvre dans un dédale de grottes sous-marines l'existence d'une véritable machine à tuer de vingt-cinq mètres de long, censée avoir disparu depuis cinq millions d'années : un fossile vivant connu sous l'appellation de Carcharodon megalodon.
Une série dérivée est éditée depuis 2011 sous le titre Carthago Adventures sous la forme de récits complets écrits par Christophe Bec, parfois en collaboration avec d'autres scénaristes, et dessinés par un dessinateur différent pour chaque album.

## Description

### Accroche
« Depuis l'aube des temps, l'homme est fasciné par ce qui se cache dans les profondeurs des océans… La mer est trop grande, trop grande pour l'homme ; même s'il lui consacre sa vie entière, il n'en verra qu'une infime partie, et comme dans les jungles terrestres, les réalités de la vie sont plus étonnantes que les fantaisies élaborées par les écrivains de science-fiction. »

### Résumé

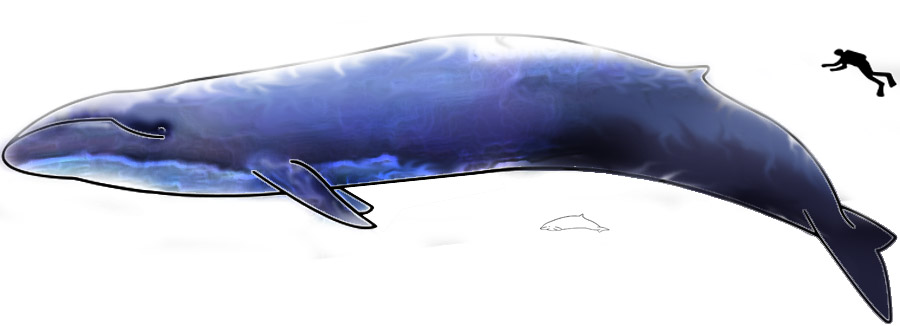
Une Balaenoptera musculus.

En ce début du Miocène, vingt-quatre millions d'années avant Jésus-Christ, une meute de Balaenoptera musculus traîne paisiblement en plein océan, ignorant qu'une ombre redoutable à la mâchoire tranchante pourchasse le dernier du troupeau qui sera très vite dévoré…
Dans le Jura méridional, deux mille trois cents ans avant Jésus-Christ, sur un des glaciers continentaux, un homme à bout de souffle poursuivi par un Thylacosmilus trébuche dans une crevasse et, le voyant bondir sur lui, prend sa lance qui perfore de justesse le prédateur. Sain et sauf, l'homme se rend compte, perplexe, qu'il tient dans sa main une énorme dent triangulaire trouvée en bas de la falaise qui est en fait un incroyable cimetière de mammifères marins.

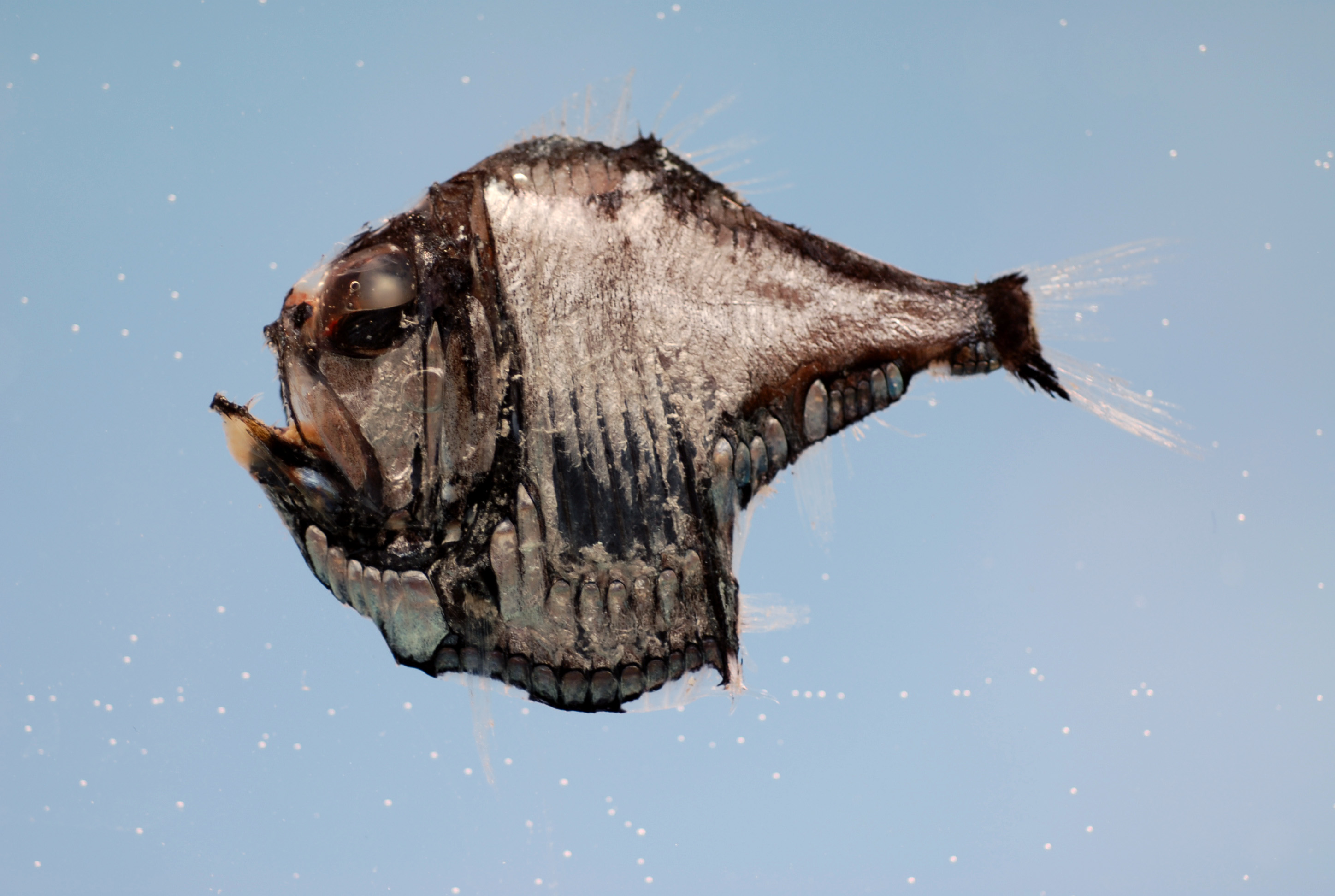
… y découvrent un poisson abyssal, puis une surprise effroyable…

En 1993, dans la Fosse des Tonga du Pacifique Sud, précisément dans le gouffre abyssal d'Arunkulta, alors que les ouvriers plongeurs de la société Carthago remettent en route la foreuse après l'avoir réparée. Soudain, une formidable secousse se fait ressentir. Malgré le trépan pourtant intact, les plongeurs jettent un œil là où la tête de la foreuse a débouché. Le fond du roc creusé à vingt-cinq mètres les mène dans d'immenses grottes aux dimensions du mégalodon. Ils continuent à longer le sol sur une dizaine de mètres et découvrent un poisson abyssal. Une surprise effroyable et ensanglantée les attend par la suite…

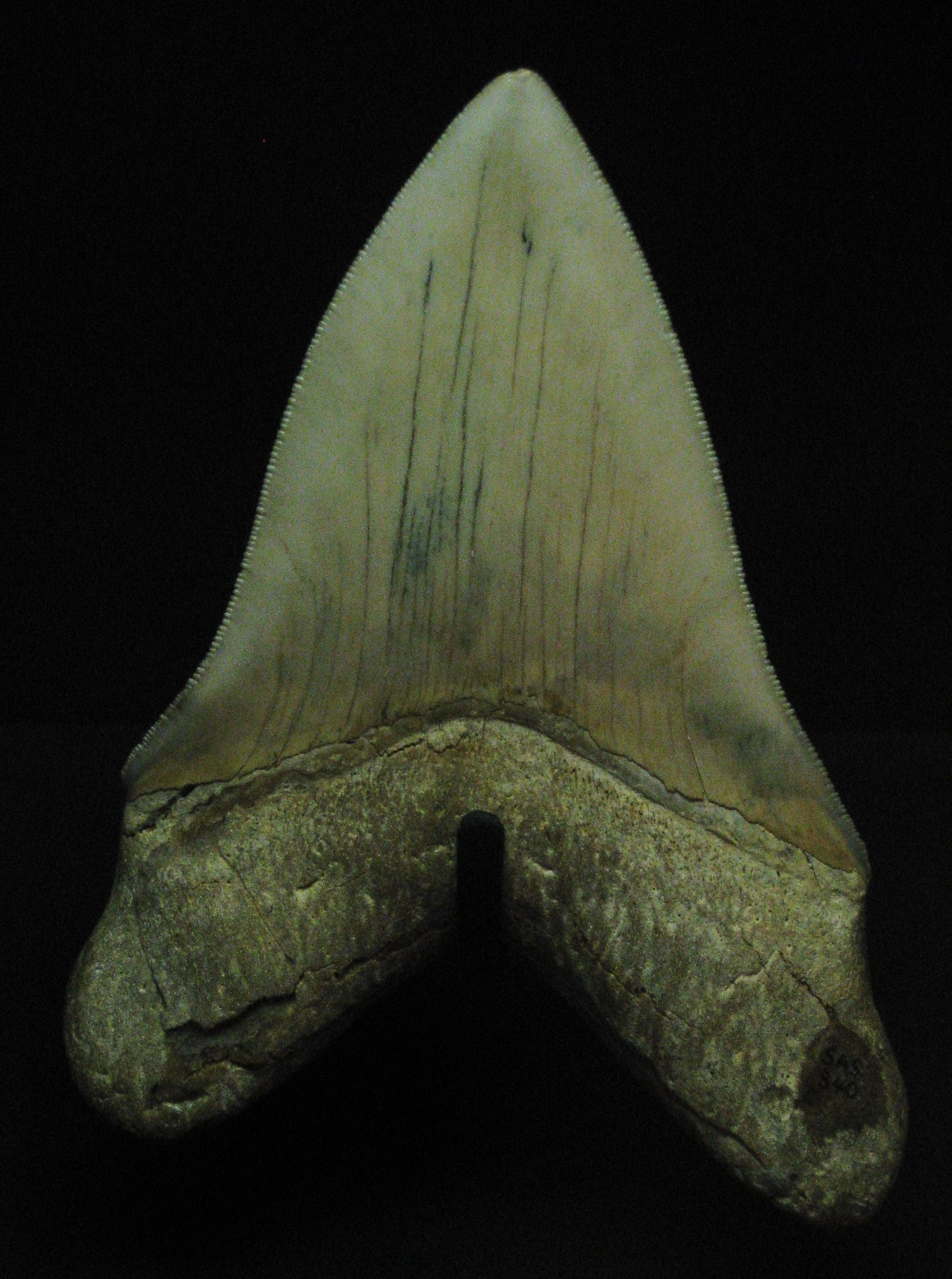
Une dent de mégalodon.

Sur l'archipel de plates-formes de Sedna en pleine tempête arrive le président directeur général de la Carthago, que tout le monde se plaît à surnommer « L'Homme sans visage » en raison de sa cagoule noire qui cache son visage à la suite d'une terrible maladie contractée en Afrique qui l'aurait apparemment défiguré. La réunion commence par la projection sur le rapport des quatre ouvriers plongeurs disparus sans explications après avoir découvert une grotte sous-marine. Une nouvelle équipe plus expérimentée a été chargée de l'exploration de cette seconde caverne, une découverte extraordinaire qui explique la disparition des scaphandriers, et a pu récupérer une partie du corps d'un des ouvriers, précisément du bas des hanches jusqu'à la cinquième côte. Elle a trouvé un triangle pointu et acéré planté dans son estomac : une dent de plus de dix-huit centimètres, celle du carcharodon megalodon, l'ancêtre du grand requin blanc, censé avoir disparu depuis des millions d'années.
Note : Il existe aujourd'hui plusieurs désaccords concernant la classification du Mégalodon. Certains considèrent que l'ancêtre du requin blanc est plutôt le Otodus obliquus  , le mégalodon étant l'ancêtre du requin mako
De nos jours, dans le barrage de Sarrans, l'océanographe Kim Melville pousse un cri de joie pour avoir découvert l'écosystème du lac aveyronnais et le partage avec son ami Martin qui, lui, se rend compte des risques qu'ils ont pris. Simultanément, elle pense aussitôt à Lou, sa fille. Paniquée, elle se met à sa recherche jusqu'à ce qu'un de ses collègues découvre Lou sortir du lac sans aucun matériel. Soulagée, Kim la prévient combien ce lac est dangereux, à cause des tourbillons il y a eu des dizaines de noyés, mais sa fille la rassure en lui répondant avec l'insolence de son jeune âge qu'elle ne peut pas se noyer. À la grande surprise de Kim, Lou lui raconte qu'elle a vu de grands brochets gris. Martin jure à sa mère que jamais il ne lui en a parlé bien que les premiers que l'équipe ait vu, nageaient à cinquante mètres de profondeur. Cette dernière lui révèle simplement que Lou n'est pas une fillette comme les autres. Au même moment, le vacarme des scooters des neiges attire l'attention de toute l'équipe. L'un des conducteurs du groupe Adome demande Kim Melville… car ils ont quelque chose qui devrait l'intéresser.
Plus loin, vers le nid de l'aigle, un homme contemple un trophée particulier. Dans son fauteuil motorisé, il reçoit en pleine nuit son homme de main (London Donovan) à qui il présente une dent de mégalodon et la momie d'un homme des glaces. Ce dernier ne voit pas où il veut en venir. Le Centenaire finit par lui proposer de capturer un mégalodon, sa dernière pièce de collection.

### Personnages
- Kim Melville, jeune océanographe réputée, mère adoptive de Lou à qui elle est très attachée.
- Wolfgang Feiersinger, riche collectionneur autrichien surnommé Le Centenaire des Carpates, victime de l'écrasement manuel d'un yéti dans les pentes des Monts Kaïlas en 1987. Il souhaite à tout prix ce prédateur aquatique.
- London Donovan, homme de main de Wolfgang Feiersinger.
- Lou Melville, fille adoptive de Kim Melville, n'est pas une fillette comme les autres bien qu'elle ait une étonnante anomalie physique : elle possède comme qui dirait des branchies. Elle sera enlevée par une bande de Wolfgang Feiersinger sur l'Île de Fortuna dans la Nouvelle-Zélande en plein moment où Kim, Martin et Falco étaient coincés dans la profondeur du lagon.
- Martin, océanologue, ami de Kim Melville,
- L'Homme sans visage, président directeur général de Carthago, dont la véritable identité reste confidentielle. Son surnom provient de son visage caché sous une cagoule noire.
- Kazinsky, ex-collaborateur du commandant Bertrand (avec qui il ne parle plus depuis quinze ans) et pilote du bathyscaphe, travaille en compagnie de Kim Melville et Falco.
- François Dournon, géologue français.
- Falco, chef de l'organisation écologique appelée Adome, une branche secrète financée en partie par Greenpeace.
- Commandant Bertrand, propriétaire du navire Thétis, cache ce « quelque chose (qui) est trop important pour être révélé à l'humanité »[Note1 2] qu'il a découvert dans les bas-fonds de Djibouti. Ce personnage est un clin d'œil au commandant Jacques-Yves Cousteau.
- Général Anatolievitch

### Créatures préhistoriques

#### Le Carcharodon Megalodon

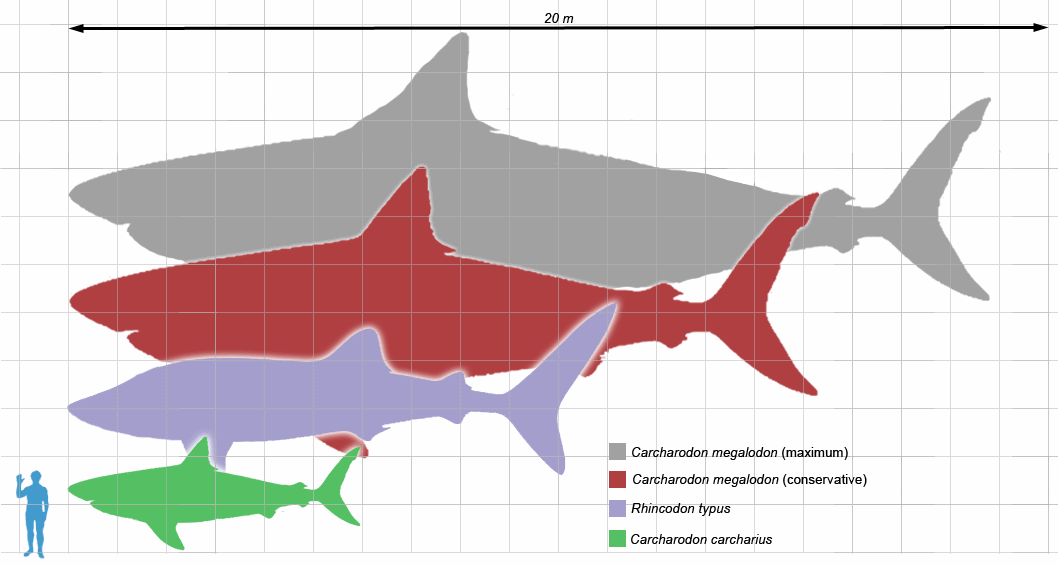
Carcharodon Megalodon avec un requin blanc et un humain.

Un Carcharodon megalodon était un requin qui peuplait les océans il y a seize millions d'années et s'est éteint il y a 1,6 million d'années. Il est considéré comme étant le plus redoutable poisson superprédateur de tous les temps et peut-être le plus grand carnassier qui ait jamais vécu sur Terre.
Dans la série, « Le Centenaire des Carpates » souhaite l'avoir à tout prix pour compléter sa grande collection.

#### Le Liopleurodon ferox
Cette espèce de pliosaure omnivore était un nageur rapide (avec ses quatre puissantes nageoires) qui vécut du milieu à la fin du Jurassique, il y a environ 155 millions à 160 millions d'années. Comme le décrit Kim Melville : « Elle mesure au moins quatre mètres avec des dents de trente centimètres. Ce monstre doit peser au bas mot cent tonnes ».
Ce prédateur marin a, dans le premier tome, attaqué le bathyscaphe à 550 mètres de profondeur dans le lagon de l'île de Fortuna.

#### Le Kronosaurus queenslandicus

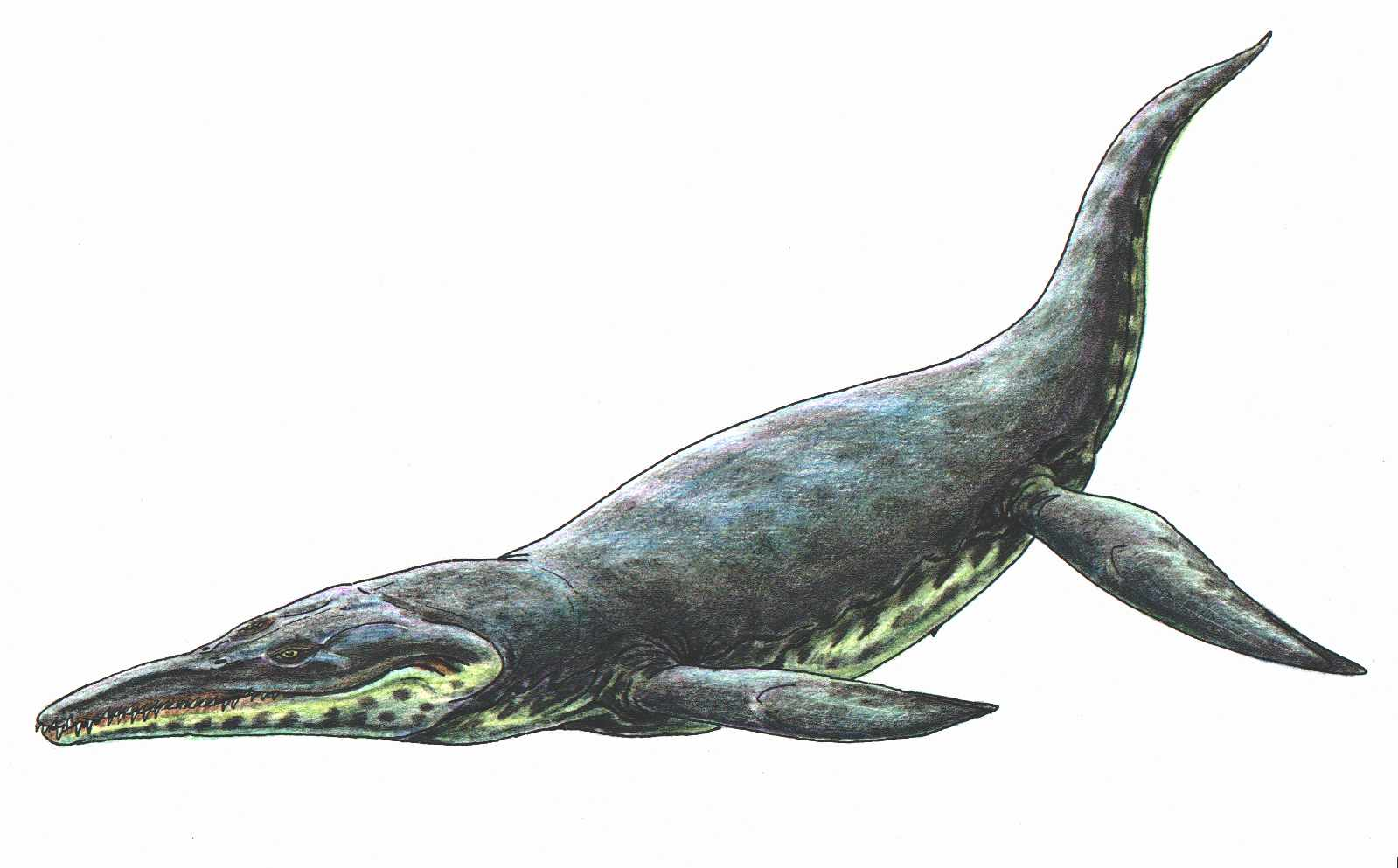
Kronosaurus queenslandicus

Kronosaurus queenslandicus, possédant un cou assez court mais des mâchoires d’une force terrifiante. Il est le premier Pliosauroidea découvert en 1889 en Australie dans le Queensland, avant que le fossile le plus complet ait été déniché en 1977.
Dans le second tome de la série, ce monstre a surgi de l'océan Atlantique Nord, attaquant un sous-marin allemand après avoir attaqué l' "Ibérian" , un navire britannique.

### Lieux
- Archipel de Sedna, Océan Pacifique Sud
- Île de Fortuna, Nouvelle-Zélande
- Carpates, Roumanie
- Melbourne, Victoria
- Djibouti, Afrique de l'Est
- Détroit de Béring

### Clin d'œil
- Abyss de James Cameron (1989) inspire les scènes des ouvriers plongeurs de Carthago en pleine profondeur du gouffre d'Arunkulta[Note1 6] et de l'exploration en bathyscaphe dans le lagon de l'ile de Fortuna[Note1 7].
- Les Dents de la mer de Steven Spielberg (1975) pour les attaques spectaculaires du mégalodon, comme les séquences des victimes du trimaran Crazy Horse lors du trophée Jules-Verne[Note1 8].
- Shark Attack 3: Megalodon de David Worth (2002) dont l'affiche inspire sans doute les plans sur l'attaque au bathyscaphe[Note1 9].

## Analyse

### La création
Christophe Bec s'est inspiré de l'affaire, dans la revue Le Monde de l'inconnu no 290 en 2001, qui avait éclaté le 26 juin 1995 où il s'agissait d'une découverte effectuée par le commandant Cousteau dans une fosse marine au large de Djibouti, où se situent des ilots dans le golfe de Tadjoura et plus particulièrement dans la passe de El-Kharab. Selon le commandant, elle n'aurait pas été révélée car elle aurait entrainé des conséquences trop importantes sur les connaissances actuelles : « Quelle créature aurait pu pulvériser une cage aux requins, attirée par un appât, en l’occurrence une carcasse de chameau ? Le premier qui nous vient à l’esprit est le grand requin blanc (Carcharodon carcharias), ou son ancêtre, le gigantesque Carcharodon Megalodon de l'ère Miocène… ». Ceci rappelle forcément la séquence où l'on voit, dans les îlots du Golfe de Tadjoura, une carcasse de dromadaire dans une cage plongée dans les bas-fonds avant d'être complètement broyée et un personnage dire : Quelle formidable créature a pu faire ça ?!!. Dans le même article qui note une paragraphe du biologiste du museum de Sydney David G. Stead dans son livre de témoignage Sharks and rays of Australian seas : « J'ai eu entre les mains des dents de carcharodon draguées dans le pacifique ; ce n'étaient pas des fossiles, quelques-unes étaient même très récentes et avaient appartenu à des spécimens de vingt-cinq à trente mètres de long », ce que fait l'homme des glaces au début des pages du premier tome.

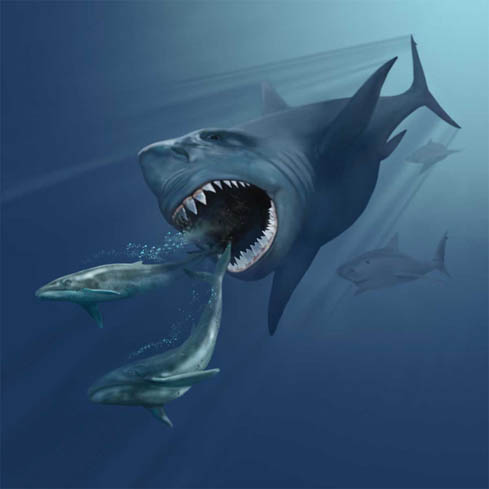
Un mégalodon poursuivant d'autres fossiles vivants.

« Ce que je souhaite faire passer comme idée, c'est qu'il est très facile de sensibiliser les gens sur le sort du panda, parce que c'est mignon, mais je pense que la survie de la planète ne dépend pas du panda, mais des prédateurs, ceux qui sont en haut de la chaîne alimentaire. Le jour où ceux-ci disparaîtront, cela voudra dire que la chaîne a été brisée et ce sera la fin de l'espèce humaine. »

— Christophe Bec.

## Postérité

### Publications et critiques

#### Succès pour le premier tome
Aux environs de quinze mille exemplaires du premier tome de ce thriller écologique nourri de cryptozoologie paraît le 21 mars 2007 dans les librairies.
Les critiques sont, dans leur ensemble, positives. Le webzine SciFi-Universe conclut que le « premier tome révélateur d’une œuvre s’annonce complexe où à chaque page tournée notre curiosité est titillée. Christophe Bec réussit encore une fois à nous captiver en nous livrant un scénario traitant du harassement de notre environnement face à la raréfaction de nos ressources naturelles causées par l’homme qu’un événement titanesque va troubler dans ses fondements même. Il collabore avec justesse avec le dessinateur Éric Henninot dont le coup de crayon réaliste colle à cette histoire efficacement et rehaussée par une mise en couleur éclatante réalisée par Delphine Rieu ». Le site Canal BD clame haut et fort que « Carthago est en effet un thriller écologique spectaculaire et efficace, construit autour de personnages solides et bien définis. On en redemande ! » et pour le magazine Science-Fiction magazine, « Le Lagon de Fortuna est le premier volet d’une série qui, à n’en pas douter, sera mémorable, confirmant Christophe Bec comme un des scénaristes incontournables de la prochaine décennie ».
Quelques semaines après, l'éditeur réédite déjà trois mille exemplaires et, en 2010, paraît la cinquième édition française, dépassant les vingt-cinq mille exemplaires vendus,.

#### Le second tome, deux ans après
Malgré des difficultés relationnelles entre Christophe Bec et Éric Henninot, le second tome se présente enfin dans les vitrines le 11 février 2009 et se voit déjà placé au douzième rang du Top 15 BD du 9 au 15 février 2009.
L'éditeur offre aux libraires une édition limitée tirée à trois cent cinquante exemplaires avec un ex-libris signé par les auteurs pour les remercier de leur soutien et de leur investissement à propos de la sortie de ce second tome.
Après la sortie du second tome, Éric Henninot travaille pour Dargaud sur la troisième partie Little Jones du projet XIII Mystery, prolongement de la série XIII supervisée par Jean Van Hamme, sur le scénario de Yann, ce qui retarde la parution du troisième tome.
C'est pour cette raison qu'un lecteur crée le 5 mai 2010 une pétition Sauvons « Carthago », en raison du temps séparant la publication des albums.

#### Nouveaux dessinateurs pour les tomes suivants
Dans son blog du juin 2011, Christophe Bec confirme publiquement que c'est Milan Jovanović qui reprend le dessin du troisième tome qui paraît le 17 avril 2013, accompagné de Marc Sintes, Sébastien Hombel et Jean-Baptiste Merle, membres de Studio Makma, pour les couleurs.
À partir du tome 6, Ennio Bufi reprend le dessin de la série, avec Andrea Meloni pour les couleurs.

### Carthago Adventures
Afin de faire prendre patience aux lecteurs réclamant le troisième tome, Les Humanoïdes associés et Christophe Bec prennent la décision de lancer une série dérivée sous forme de one-shot sous le titre Carthago Adventures. L'histoire du premier tome, dessiné par Jaouen, est basée sur les deux personnages originaires de la série mère, Wolfgang Feiersinger et London Donovan, partant à la recherche du Bigfoot dans les montagnes nord-américaines. L'album, publié en avril 2011, est d'emblée un succès. Cinq autres albums ont été édités depuis lors, toujours écrits par Christophe Bec, parfois en collaboration avec d'autres scénaristes, et dessinés par un dessinateur différent pour chaque album.

## Publications françaises

### Albums

#### Premier cycle
- 1 Le Lagon de Fortuna, Les Humanoïdes Associés, 2007
Scénario : Christophe Bec - Dessin : Éric Henninot - Couleurs : Delphine Rieu - (ISBN 978-2-7316-1785-6)
- 2 L'Abysse Challenger, Les Humanoïdes Associés, 2009
Scénario : Christophe Bec - Dessin : Éric Henninot - Couleurs : Pierre Matterne - (ISBN 978-2-7316-2141-9)
- 3 Le Monstre de Djibouti, [Les Humanoïdes Associés, 2013[17]
Scénario : Christophe Bec - Dessin : Milan Jovanović - Couleurs : Studio Makma (Marc Sintes, Sébastien Hombel et Jean-Baptiste Merle) - (ISBN 978-2731672367)

#### Deuxième cycle
- 4 Les Monolithes de Koubé, Les Humanoïdes Associés, 2014
Scénario : Christophe Bec - Dessin : Milan Jovanović - Couleurs : Yvan Villeneuve et Delphine Rieu - (ISBN 978-2-7316-4027-4)
- 5 La Cité de Platon, Les Humanoïdes Associés, 2016
Scénario : Christophe Bec - Dessin : Milan Jovanović - Couleurs : Bertrand Denoulet - (ISBN 978-2-7316-9162-7)

#### Troisième cycle
- 6 L'Héritière des Carpates, Les Humanoïdes Associés, 2017
Scénario : Christophe Bec - Dessin : Ennio Bufi - Couleurs : Bertrand Denoulet, Andrea Meloni et Graza Kasprzak - (ISBN 978-2-7316-2938-5)
- 7 La Fosse du KamtSchatka, Les Humanoïdes Associés, 2018
Scénario : Christophe Bec - Dessin : Ennio Bufi - Couleurs : Bertrand Denoulet, Andrea Meloni et Graza - (ISBN 978-2-7316-4309-1)
- 8 Léviathan, Les Humanoïdes Associés, 2018
Scénario : Christophe Bec - Dessin : Ennio Bufi - Couleurs : Andrea Meloni - (ISBN 978-2-7316-2398-7)
- 9 Le Pacte du Centenaire, Les Humanoïdes Associés, 2019
Scénario : Christophe Bec - Dessin : Ennio Bufi - Couleurs : Andrea Meloni - (ISBN 978-2-7316-8764-4)
- 10 L'abîme regarde en toi, Les Humanoïdes Associés, 2019
Scénario : Christophe Bec - Dessin : Ennio Bufi - Couleurs : Andrea Meloni - (ISBN 978-2-7316-9605-9)

#### Quatrième cycle
- 11 Kane, Les Humanoïdes Associés, 2020
Scénario : Christophe Bec - Dessin : Ennio Bufi - Couleurs : Andrea Meloni - (ISBN 978-2-7316-4788-4)
- 12 Albinos, Les Humanoïdes Associés, 2021
Scénario : Christophe Bec - Dessin : Ennio Bufi - Couleurs : Andrea Meloni - (ISBN 978-2-7316-4205-6)
- 13 Abzu est notre seul dieu, Les Humanoïdes Associés, 2021
Scénario : Christophe Bec - Dessin : Ennio Bufi - Couleurs : Andrea Meloni - (ISBN 978-2-7316-7457-6)
- 14 Courbée, je me redresse, Les Humanoïdes Associés, 2022
Scénario : Christophe Bec - Dessin : Ennio Bufi - Couleurs : Andrea Meloni - (ISBN 978-2-7316-2579-0)

Tirages LimitésIl existe une édition limitée à trois cent cinquante exemplaires avec un ex-libris signé par les auteurs que les éditeurs Les Humanoïdes Associés ont offert aux libraires, façon de les remercier de leur soutien et de leur investissement pour la sortie du second tome.: Une seconde édition limitée à 2 000 exemplaires paraît en 2017, à l'occasion des dix ans de la série. Elle regroupe les cinq premiers tomes dans un gros volume unique, protégé par un coffret avec des effets 3D. Ce volume intègre à sa toute fin des schémas et annotations des dessinateurs , ainsi qu'un ex-libris numéroté.

### Série dérivée:Carthago Adventures
- 1  Bluff Creek, Les Humanoïdes Associés, 2011
Scénario : Christophe Bec - Dessin et couleurs : Jaouen - (ISBN 978-2-7316-2292-8)
- 2 Chipekwe, Les Humanoïdes Associés, 2014
Scénario : Christophe Bec - Dessin et couleurs : Fafner - (ISBN 978-2-7316-4795-2)
- 3 Aipaloovik, Les Humanoïdes Associés, 2015
Scénario : Alcante et Christophe Bec - Dessin : Alexis Sentenac et Brice Cossu - Couleurs : Alexis Sentenac - (ISBN 978-2-7316-5203-1)
- 4 Amarok, Les Humanoïdes Associés, 2016
Scénario : Giles Daoust et Christophe Bec - Dessin : Dražen Kovačević - Couleurs : Luca Saponti, Dražen Kovačević et Lorenzo Pieri - (ISBN 978-2-7316-8577-0)
- 5 Zana, Les Humanoïdes Associés, 2017
Scénario : Christophe Bec et Jean-David Morvan - Dessin : Aleksa Gajić - Couleurs : Aleksa_Gajić - (ISBN 978-2-7316-5664-0)
- 6 La Source, Les Humanoïdes Associés, 2020
Scénario : Christophe Bec - Dessin : Bernard Khattou - Couleurs : Magali Paillat - (ISBN 978-2-7316-2478-6)

## Récompense
- Festival La BD est dans le pré 2015 : Prix de la BD est dans la presse pour l’albumLes Monolithes de Koubé, tome 4[18]

### Documentation
- « Les dossiers secrets de Carthago », sur Les Humanoïdes associés (consulté le 1er juin 2020).

### Internet
- Henri Filippini, « « Carthago » : Christophe Bec l’oublié… », sur BD Zoom, 2 avril 2019 (consulté le 23 novembre 2020).